# Звонари сa подручја Каставштине
Звонари сa подручја Каставштине (хр. Godišnji pokladni ophod zvončara s područja Kastavštine) је народни обичај са подручја Истре, који се традиционално одржава за време поклада (од 17. јануара до Пепелнице). У њему учествује десетак група мушкараца који обилази своја и суседна села на вишекилометарским поворкама по традиционалним путевима. Неки имају маске, а неки различита обележја на глави која симболично означавају вегетацију и плодност. Сви учесници на себи имају огрнуте наопако окренуте овчије коже и звона, по којима су и прозвани звонарима или звончарима.

## Заштита нематеријалног добра
Године 2009. традиција покладни обичај звонари се подручја Каставштине, као једно од 15 нематеријалних културних добара Републике Хрватске, унето је на Репрезентативну листу УНЕСКО-а као нематеријално културно наслеђа Европе и Хрватске, и саставни део културне баштине човечанства, и део добре праксе очувања нематеријалне културне баштине света.

## Историја
Први записи о организованим звонарима датирају из 19. века, али корени сежу дубоко у прошлост с обзиром на све елементе ритуалног обреда и специфичну костимографију која се односи на ритуале култа плодности.
Током 20.  века по својим карактеристикама издвојили су се звонари са западне Каствштине, који не скривају лица и носе капе са папирним украсима, док звонари са подручја источне Каствштине носе јединствено израђене маске са роговима и великим звоном на њихова леђима.
Традиција је и у 21. веку сачувана у Кастави и његовој околини (Каставштини), граду у Хрватској у Приморско-горанској жупанији која има око 9.000 становника, су некада распорешених у 6 насеља: Брнчићи, Ћиковићи, Кастав, Рубеши, Спинчићи и Тринајстићи, а данас удружени у јединствено насеље Кастав.
На ширем подручју Кастава (Каставштини),  која се налази  свега неколико километара од највећег хрватскога лучкога града Ријеке и монденског летовалишта Опатије, сваке године се одвија ритуал Годишњи пролећни опход (поворка)  познатији као Звонари се подручја Каставштине.
За разлику од осталих елемената традицоналне Хрватске  културе, овај  ритуал сачувао се као необично виталан у континуитету дужи временски период, и временом је постао симбол локалнога културног идентитета, али и богате туристичке понуде Истре и Кварнерског залива.

## Опис културног добра
У време поклада (од 17. јануара до Пепелнице) десетак група мушкараца обилази своја и суседна села на вишекилометарским поворкама по традиционалним путевима. Неки имају маске, а неки различита обележја на глави која симболично означавају вегетацију и плодност. Сви учесници на себи имају огрнуте наопако окренуте овчије коже и звона, по којима су и прозвани звонарима или звончарима. На њима  звоно звоне кад се они крећу на различите начине, што захтева добро савладану вештину и психофизичку издржљивост. Зато звонар не може бити свако већ само они који има довољно снаге, храбрости или, боље рећи лудости  да учествују у километарским поворкама лупајући тешким звонима у костиму од тешке овчије коже. 
У поворци учествују само мушкарци, којима је то некада био иницијацијски обред. У данашње време имамо и мишеве (мале) звонаре који могу да учествују, али у овом обреду никада не учествују жене.
Када током обреда  звонари дођу у центар села предвођени вођом, почињу се хватати у звонарско коло заједно са музичарима и почињу са плесом. На крају би потпуно ућутали и разишли се на вођин  звиждук, што је знак мештанима да их заједно са музичарима угосте и почасте.
- Неке од маски Краставшких звонара
- Маске звонара у етнографском музеју у Загребу
- Маска вука
- Маска звонара

У овом ритуала није ствар само у карневалској поворци и лупању звона, ве и у другим традиционалним обичајима,  јер годишњу карневалску поворку прати и читав низ народних обичаја, плесова и конзумирање посебно припремљених јела и пића.
У овом обичају огледају се древна магијска значења којима се крајем зиме треба призвати плодност,  и зато је овај је обичај и данас врло виталан.
Кроз интеракцију група звонари (и људи који их прате у обиласку) са становништвом села кроз која пролазе, задржали су друштвено значење и функцију, изузетно вазану за кохезију села у којима се одржавају међусобни односи некадашњег подручја Каставштине, а данас опшина Матуљи и Вишково.
На подручју Матуља делују Рукавачки, Звонејски, Бргујски, Мунски, Жејански, Брежански, Мучићеви, Фрлански и звончари Влахов Брег - Коренско, а на подручју Вишкова Халубајски звонари.

## Звонејски звонари
Звонејски звончаи су звонарска група из западног дела Каставштине из Звонеће. По опреми, костимима и перформансама врло су слични звонарима Рукавачког и Мучића, али постоје и разлике. За разлику од звонара Халубаја, они носе три звона, а уместо маски (које су им биле забрањене током италијанске окупације између Првог и Другог светског рата ) на глави носе шешире са  четири „бичева“ и шпароге на којима носе шарене креп-папирне „руже“ и „фиоку“ .кошуља). Изнад овчјих кожа око врата умотани су у шарени рупчић „факолом“. У руци имају „балту“, а води их капо који је и сам некада био звонар, уз помоћ још неколико „бивших“ звонара који са собом носе „буре“ у којима се налази вино за освежење.
Звонејски звонари припадају најстаријим групама у том делу Каставштине, заједно са Рукавачкким и Бргујским звонарима западног Каставаштине.

## Бргујски звонари
Сваке године, претпоследње недеље карневала  бргујски звончари и мачке традиционално посећују околна села Велог Бргуда. Ову кампању називају „Наш круг“. Ујутро крећу из Велог Бргуда за Залуке, Брешац, Мучиће, Пермана, Ружиће, Мали Бргуд и коначно, увече се враћају кући. У сваком селу зауставе се на неколико мест, где их гледаоци поздраве, а домаћини почасте храном и пићем. Традиционално вечерају у Перманима , у ресторану „Стара пошта“.
Звончари Бргуја припадају групи звонара из западног дела Каставштине, што је препознатљиво по њиховом изгледу. Они на главама носе шешире, обложене црвеном тканином, на којима су ушивене јелинске гранчице и цветови различитих боја, ручно израђени од креп папира. На врху шешира вире три гранчице са обојеним лишћем, такође од креп папира . Предњи део обода шешира подигнут је према горе, а на задњој страни је свилени лук ( фиока). Капа звоника Бргуј мора бити усправна, док је код неких других звонара у западном делу Каставштине благо закривљена уназад. Важно је нагласити да звонари никада сами не израђују капе , али то је задатак њихове мајке , а када се венчају, тај задатак преузима њихова супруга. Звончри из Бргуја обучени су у црвене кариране кошуље и беле панталоне са црвенимтракама ушивеним на спољним ивицама.

## Жејански звонари
Жејански звонари потичу из најудаљенијег насеља општине Матуљи и имају нешто другачију опрему и понашање од звонара из каставског краја (Халубајски, Рукавачки, Звонејски итд.). И сами становници Жејана и даље користе жејански говор који је повезан са румунским језиком. Карневал у њиховој близини започиње 6. јануара поворком звонара у Жејанама и вешањем карневала у центру насеља.
Увек звоне у паровима, крећу се посебно координисаним корацима, са овчјим кожама на леђима и са три звона. Глава им се састоји од капе прекривене украсима од папира са којих се спуштају дугачке разнобојне траке које сежу готово до пода и прекривају морнарску мајицу и беле панталоне.
Многе од ових карактеристика могу се наћи у сличним варијантама у карневалским групама у суседству, односно у северној Истри, јужним деловима Словеније и североисточној Италији.

## Гробнички дондолаши
Гробнички дондолаши обилазе подручје Гробиншћине , а као стални учесници међународног Ријечког карневала један су од препознатљивих симбола града Ријеке.
Носе карактеристичну униформу, црвену карирану фланелску кошуљу - панталоне , црне панталоне - браге , црне кожне високе ципеле - сталкеи дебеле беле вунене чарапе. На глави имају овчије крзно са животињском лобањом ( биком или бравом) и роговима - крабујом . Лице му се зацрнило од чађи. Око врата црна марама. Покривени су овчјим крзном, а око струка су ужетом везана три велика звона - дондоло . У руци дрве дрвену хунту - стилизовани буздован. Крећу се у паровима, ударајући се великим звоном које свако од њих носи везано за леђа.

## Обичај некада и данас
У давна времена део овог фолклорног приказа служио је у ритуалне сврхе како би позвао богове плодности зими добро, отерао зле духове, али и заштитио стоку од урока.
Данас је то више славље уз певање обичајних и одређене ритуалне радње, не само за извођаче или звонаре, већ за читав крај и становништво око Кастве, које је изузетно поносно на ову вишевековну традицију.
Временом обичај је постао и туристичка атракција Каставштине и Истре.

## Галерија
- Враг на спаљивању Пуста Халубијских звонара
- Халубијски звонари на Корзу
- Халубијски звонари
- Халубијски звонари
- Маска Гробничког дондолаша
- Гробнички дондолаш